# Jacques Hérold
Jacques Hérold nato Herold Blumer (Piatra Neamț, 10 ottobre 1910 – 11 gennaio 1987) è stato un pittore rumeno naturalizzato francese appartenente alla corrente del surrealismo.

## Biografia
Hérold era nato in una famiglia ebrea a Piatra Neamț, in Romania. Trascorse la maggior parte della sua infanzia nella città portuale danubiana di Galați, dove suo padre produceva e vendeva caramelle. Tra il 1925 e il 1927 studiò all'Università Nazionale d'Arte di Bucarest, contro la volontà del padre. Dopo 2 anni, abbandonò gli studi, nel 1929, e iniziò a lavorare in un ufficio di architettura. Nello stesso anno contribuì brevemente ad alcune riviste surrealiste rumene.
Nel 1930 si trasferì in Francia e, grazie a un documento d'identità falso, cambiò il suo nome da Herold Blumer (il suo nome di nascita) a Jacques Hérold. Si stabilì a Parigi, dove mantenne una stretta amicizia con Constantin Brâncuși, per il quale lavorò anche come chef o addirittura segretario. Incontrò anche il pittore surrealista Yves Tanguy, grazie al quale venne ammesso nel gruppo di Breton, contribuendo con dipinti che erano tenuti in grande considerazione da artisti del calibro di Raoul Ubac o dallo stesso André Breton.
Dopo il periodo di tensione della seconda guerra mondiale, riuscì a tenere la sua prima mostra personale nel 1947. A partire dalla "Exposition Internationale du Surréalisme" di quell'anno, ebbe una presenza attiva in tutte le importanti mostre surrealiste del mondo. Dopo il 1951 (quando lasciò anche il gruppo di Breton), il suo stile aumentò in astrazione e in seguito sarebbe stato associato all'astrazione lirica e al tachismo. Nel 1958 pubblicò il libro Maltraité de peinture e ricevette il premio della Fondazione Copley. Nel 1959 tenne una mostra alla Tate Gallery di Londra e nel 1972 una mostra monografica all'Abbaye de Royaumont. Nel 1986, un anno prima della sua morte, espose alla Biennale di Venezia.
Durante la sua vita, Hérold realizzò copertine e illustrazioni per oltre 80 libri di artisti del calibro di Gherasim Luca, Tristan Tzara, Francis Ponge, Julien Gracq, Marquis de Sade, Michel Butor, Alain Bosquet, Gellu Naum, Ilarie Voronca, Claude Sernet, ed altri. Nel 1995, il critico d'arte Sarane Alexandrian ha pubblicato il saggio Jacques Hérold. Étude historique et critique.

## Opere in musei francesi e stranieri
- Bruxelles, Museo reale delle belle arti del Belgio: Le nu fou, olio su tela, 1964.
- Céret, Musée d'Art Moderne: Les poussées contradictoires, olio su tela, 1957.
- Gerusalemme, Museo d'Israele: Sans titre, olio su cartone, 1934.
- Liegi, Musée d'Art Moderne: L'incendie, olio su tavola, 1948.
- Marsiglia, Museo Cantini: 
  - Les Têtes, olio su tela, 1939
  - Senza titolo, olio su tela, 1940
  - Dessin collectif, 1940
  - Due disegni di carte da gioco per Le Jeu de Marseille, 1941
  - La terre, la nuit, olio su tela, 1965.
- New York, Museum of Modern Art: Cadavre exquis, 1934.
- Parigi, Musée National d'Art Moderne, Centro Georges Pompidou: 
  - Le rouge en flamme, le noir en voûte, olio su tavola, 1947
  - Cadavre exquis, 1941. Parigi,
- Musée d'art moderne de la Ville de Paris: Une flamme sur la nuque, olio su tela, 1966.
- Roma, Galleria nazionale d'arte moderna e contemporanea: L'amour dans la forêt, olio su tela, 1976.
- Valencia, Musée des Beaux-Arts: Poussières d'Afrique, olio su tela, 1961.